# Diócesis de Porto Nacional
La diócesis de Porto Nacional (en latín: Portus Nationalis y en portugués: Diocese de Porto Nacional) es una circunscripción eclesiástica de la Iglesia católica en Brasil. Se trata de una diócesis latina, sufragánea de la arquidiócesis de Palmas. Desde el 14 de diciembre de 2022 su obispo es José Moreira da Silva.

## Territorio y organización
La diócesis tiene 97 877 km² y extiende su jurisdicción sobre los fieles católicos de rito latino residentes en 28 municipios del estado de Tocantins: Aliança do Tocantins, Almas, Alvorada, Arraias, Aurora do Tocantins, Brejinho de Nazaré, Cariri do Tocantins, Chapada da Natividade, Combinado, Conceição do Tocantins, Dianópolis, Fátima, Figueirópolis, Gurupi, Jaú do Tocantins, Monte do Carmo, Natividade, Palmeirópolis, Paranã, Peixe, Ponte Alta do Bom Jesus, Ponte Alta do Tocantins, Porto Nacional, São Salvador do Tocantins, São Valério da Natividade, Silvanópolis, Taguatinga y Talismã; y 2 municipios del estado de Goiás: Campos Belos y Monte Alegre de Goiás.
La sede de la diócesis se encuentra en la ciudad de Porto Nacional, en donde se halla la Catedral de Nuestra Señora de la Merced.
En 2019 en la diócesis existían 41 parroquias agrupadas en 7 foranías: Porto Nacional, Natividade, Gurupi, Alvorada, Palmeirópolis, Taguatinga y Campos Belos.

## Historia
La diócesis fue erigida el 20 de diciembre de 1915 con la bula Apostolatus officium del papa Benedicto XV, obteniendo el territorio de la diócesis de Goiás. Originalmente era sufragánea de la arquidiócesis de Mariana.
El 4 de julio de 1924 cedió una parte de su territorio para la erección de la prelatura territorial de Bananal, hoy suprimida.
El 18 de noviembre de 1932 pasó a formar parte de la provincia eclesiástica de la arquidiócesis de Goiás.
El 20 de diciembre de 1954 cedió una porción de su territorio para la erección de la prelatura territorial de Tocantinópolis (hoy diócesis de Tocantinópolis) mediante la bula Ceu pastor del papa Pío XII.
El 26 de marzo de 1956 cedió una porción de su territorio para la erección de la prelatura territorial de Cristalândia (hoy diócesis de Cristalândia) mediante la bula Ne quid filiis del papa Pío XII. En esta ocasión se convirtió en sufragánea de la arquidiócesis de Goiânia.
El 11 de octubre de 1966 cedió otra porción de territorio para la erección de la prelatura territorial de Miracema do Norte (hoy diócesis de Miracema do Tocantins) mediante la bula De animorum utilitate del papa Pablo VI.
El 27 de marzo de 1996 cedió otra porción de su territorio para la erección de la arquidiócesis de Palmas, de la que simultáneamente se convirtió en sufragánea, mediante la bula Maiori spirituali bono del papa Juan Pablo II.

## Estadísticas
Según el Anuario Pontificio 2020 la diócesis tenía a fines de 2019 un total de 328 460 fieles bautizados.
| Año                                                                             | Población            | Población | Población      | Sacerdotes | Sacerdotes    | Sacerdotes    | Bautizados por sacerdote | Diáconos permanentes | Religiosos | Religiosos | Parroquias |
| Año                                                                             | Bautizados católicos | Total     | % de católicos | Total      | Clero secular | Clero regular | Bautizados por sacerdote | Diáconos permanentes | Varones    | Mujeres    | Parroquias |
| ------------------------------------------------------------------------------- | -------------------- | --------- | -------------- | ---------- | ------------- | ------------- | ------------------------ | -------------------- | ---------- | ---------- | ---------- |
| 1949                                                                            | 250 000              | 260 000   | 96.2           | 8          | 8             |               | 31 250                   |                      |            | 13         | 15         |
| 1966                                                                            | 162 807              | 198 000   | 82.2           | 17         | 17            |               | 9576                     |                      | 4          | 39         | 9          |
| 1970                                                                            | 150 000              | 160 731   | 93.3           | 13         | 13            |               | 11 538                   |                      |            |            | 10         |
| 1976                                                                            | 190 000              | 200 000   | 95.0           | 16         | 15            | 1             | 11 875                   |                      | 1          | 35         | 13         |
| 1980                                                                            | 226 000              | 246 000   | 91.9           | 18         | 16            | 2             | 12 555                   |                      | 2          | 42         | 19         |
| 1990                                                                            | 290 000              | 315 000   | 92.1           | 18         | 17            | 1             | 16 111                   |                      | 1          | 47         | 15         |
| 1999                                                                            | 274 000              | 323 000   | 84.8           | 21         | 20            | 1             | 13 047                   |                      | 1          | 43         | 20         |
| 2000                                                                            | 271 000              | 319 861   | 84.7           | 21         | 20            | 1             | 12 904                   |                      | 1          | 43         | 20         |
| 2001                                                                            | 271 000              | 319 861   | 84.7           | 24         | 22            | 2             | 11 291                   |                      | 2          | 46         | 25         |
| 2002                                                                            | 276 000              | 324 000   | 85.2           | 23         | 21            | 2             | 12 000                   |                      | 2          | 46         | 25         |
| 2003                                                                            | 276 000              | 324 000   | 85.2           | 29         | 26            | 3             | 9517                     |                      | 3          | 51         | 26         |
| 2004                                                                            | 276 000              | 319 861   | 86.3           | 29         | 26            | 3             | 9517                     |                      | 3          | 51         | 26         |
| 2013                                                                            | 307 000              | 356 081   | 86.2           | 44         | 42            | 2             | 6977                     | 11                   | 4          | 36         | 35         |
| 2016                                                                            | 314 500              | 364 900   | 86.2           | 52         | 50            | 2             | 6048                     | 9                    | 3          | 36         | 38         |
| 2019                                                                            | 328 460              | 382 633   | 85.8           | 59         | 57            | 2             | 5567                     | 7                    | 2          | 39         | 41         |
| Fuente: Catholic-Hierarchy, que a su vez toma los datos del Anuario Pontificio. |                      |           |                |            |               |               |                          |                      |            |            |            |

## Episcopologio
- Sede vacante (1915-1918)
- Vicente Maria Moreira, O.P. † (28 de enero de 1918-1919 renunció) (obispo electo)

- Raymond Dominique Carrerot, O.P. † (30 de julio de 1920-14 de diciembre de 1933 falleció)
  - Sede vacante (1933-1936)
- Alain Marie Hubert Antoine Jean Roland du Noday, O.P. † (21 de marzo de 1936-5 de mayo de 1976 retirado)
- Celso Pereira de Almeida, O.P. † (5 de mayo de 1976 por sucesión-25 de enero de 1995 nombrado obispo de Itumbiara)
  - Sede vacante (1995-1997)
- Geraldo Vieira Gusmão (23 de diciembre de 1997-4 de noviembre de 2009 retirado)
- Romualdo Matias Kujawski (4 de noviembre de 2009 por sucesión-14 de diciembre de 2022 retirado)
- José Moreira da Silva, desde el 14 de diciembre de 2022